# Oldřiš (ort i Tjeckien, lat 49,78, long 16,01)
Oldřiš är en ort i Tjeckien.   Den ligger i regionen Pardubice, i den centrala delen av landet, 120 km öster om huvudstaden Prag. Oldřiš ligger 552 meter över havet och antalet invånare är 683.
Terrängen runt Oldřiš är platt åt nordväst, men åt sydost är den kuperad. Terrängen runt Oldřiš sluttar norrut. Runt Oldřiš är det ganska tätbefolkat, med 60 invånare per kvadratkilometer. Närmaste större samhälle är Skuteč, 7,3 km norr om Oldřiš. Omgivningarna runt Oldřiš är en mosaik av jordbruksmark och naturlig växtlighet.